# Borgo Sant'Agata
Borgo Sant'Agata  è una frazione del comune di Imperia, in provincia di Imperia. fino al 1923 fu un comune autonomo.

## Geografia fisica
È situata su un crinale lungo l’antica Via Marenca, il sentiero percorso in passato dalla transumanza.

## Storia
In passato è stato comune autonomo, prima di prendere parte nel 1923 alla creazione del comune di Imperia.

## Monumenti e luoghi d'interesse

### Architetture religiose
- Chiesa parrocchiale di Sant'Agata, in stile tardo Barocco

## Cultura

### Eventi
- Festa patronale il 5 febbraio.
- "Passeggiata tra gli ulivi e le ginestre", evento benefico a cadenza annuale.

## Economia
L'economia del paese è principalmente legata all'agricoltura, specialmente all'olivicoltura con la produzione dell'olio d'oliva.

## Infrastrutture e trasporti

### Strade
Borgo Sant'Agata è collegata con il capoluogo Imperia per mezzo di una strada comunale.

### Ferrovie
La stazione ferroviaria più vicina è quella di Imperia sulla linea ferroviaria Ventimiglia – Genova.